# Lady Astronaute
Lady Astronaute est un recueil de nouvelles de science-fiction écrites par Mary Robinette Kowal, inédit aux États-Unis, publié en 2020 en Français. Il comporte cinq nouvelles, dont La Lady Astronaute de Mars, récompensée par le prix Hugo de la meilleure nouvelle longue 2014. Mary Robinette Kowal a également développé cet univers dans sa trilogie de romans Vers les étoiles, Vers Mars et Sur la lune.

## Contenu
- Nous interrompons cette émission, 2020 ((en) We Interrupt This Broadcast, 2013)
- L'Expérience Phobos, 2020 ((en) The Phobos Experience, 2018)
- La Girafe d'Amara, 2020 ((en) Amara's Giraffe, 2018)
- Le Rouge des fusées, 2020 ((en) Rockets Red, 2015)
- La Lady Astronaute de Mars, 2020 ((en) The Lady Astronaut of Mars, 2012)Préalablement publiée sous le titre La Dame Astronaute de Mars dans l'anthologie Dimension Uchronie 3, Black Coat Press, 2019

## Résumés

### Nous interrompons cette émission
Fidel Dobes, un savant américain ayant fait partie du projet Manhattan, effectue à Washington au sein du programme Beluga des recherches sur les différentes méthodes de pilotage d'un vaisseau spatial automatisé. Il est en désaccord avec la politique du président des États-Unis, Dewey, un isolationniste qui avait battu Harry S. Truman. Sa politique étrangère consiste à envoyer des missiles dans l'espace puis de les maintenir en orbite, prêt à les faire pleuvoir sur n'importe quelle nation en désaccord avec les États-Unis. Fidel Dobes, à l'insu de tous, a programmé la prochaine fusée pour qu'elle entre en collision avec l'astéroïde 29085 1952 DA, qui doit normalement frôler la Terre, afin de le dévier et le faire s'écraser sur Washington. Le but recherché est que les gens s'unissent à la suite de cette dévastation pour aider un pays choqué et dévasté, précédant un nouvel âge des lumières. Atteint de tuberculose à un stade avancé, il a a prévu, depuis le moment où il a commencé à élaborer son plan, de se trouver dans la ville au moment de l'impact. Mais il s'est pris d'affection, voire d'amour, pour sa collègue Mira qui l'aide dans ses tâches du quotidien. Il a donc prévu q'ils partent en weekend loin de la ville afin de la préserver. Peu de temps avant la programmation finale de la fusée, Mira lui dévoile qu'elle a deviné ses intentions mais qu'elle ne l'en empêchera pas. Atteint elle aussi de tuberculose, ils décident tous deux de rester à Washington.

### L'Expérience Phobos
Sheldon Spender, responsable de la base martienne de la Coalition Aérospatiale Internationale, met en place une équipe de trois personnes pour aller poser un module sur Phobos, la plus proche des deux lunes de Mars, puis à trouver l'entrée des cavernes qui s'y trouvent. L'équipage est constitué du pilote Modesto Westenberg, de la calculatrice de navigation Darlene Ritika et enfin du géologue Philip Lindquist. Une fois leur vaisseau posé, les trois astronautes trouvent rapidement l'entrée d'une caverne. Par contre, ils y découvrent un module semblable à celui qu'ils prévoient de déployer, puis ils sont bientôt poursuivis par des personnes en combinaison spatiale, d'un modèle semblable aux leurs mais en plus vieux. Ils parviennent à retourner sain et sauf sur Mars. Ils sont alors félicités par Sheldon Spender car ils ont apparemment découvert la base secrète d'un groupe de pirates qui ont déjà détournés vaisseaux de ravitaillement autonomes.

### La Girafe d'Amara
Alors qu'elle survole la surface lunaire dans son petit vaisseau en compagnie de sa fille Amara, âgée de onze mois, Alyshondra se rend soudain compte, en voyant la girafe en peluche de sa fille se mettre à flotter, que les moteurs ont décéléré. Le vaisseau se rapproche alors dangereusement de la surface. Alyshondra a tout juste le temps d'activer les propulseurs ce qui leur permet d'échapper à un choc qui risquait de leur être fatal.

### Le Rouge des fusées
En 1974, dans le dome de Landing sur Mars, Aaron Parkhill, quatrième génération de Parkhill à la tête de Parkhill Pyrotechnics, est responsable d'un feu d'artifice visant à célébrer l'anniversaire des vingt ans de l'établissement de la première colonie martienne. Sa mère, à la retraite, est venue depuis la Terre afin d'assister au feu d'artifice tiré par son fils. Sans le vouloir, elle fait tomber les deux cent cinquante cartes perforées rangées dans le bon ordre qui se trouvaient dans le sac que son fils lui a confié. À une heure du début des festivités, il est impossible de tout remettre en ordre dans les temps. Heureusement, sa mère s'empare d'un micro et convie la foule à aider son fils à toutes les remettre en ordre. Cela permet en plus à ce dernier de rencontrer Elma York, une des premières astronautes à avoir posé le pied sur Mars.

### La Lady Astronaute de Mars
Dans les années 1980, Elma York, une astronaute de soixante-trois ans ayant été l'une des premières à se poser sur Mars, est tiraillée entre la possibilité de retourner une dernière fois dans l'espace et la nécessité de veiller sur son mari pour ses derniers jours, les médecins lui ayant diagnostiqué une maladie qui doit le tuer dans l'année.